# Newchurch and Merthyr
Newchurch and Merthyr är en community i Storbritannien.   Den ligger i kommunen Carmarthenshire och riksdelen Wales, i den södra delen av landet, 290 km väster om huvudstaden London.
Den består av byarna Newchurch och Merthyr med omgivande landsbygd.